# Humanismo alemão

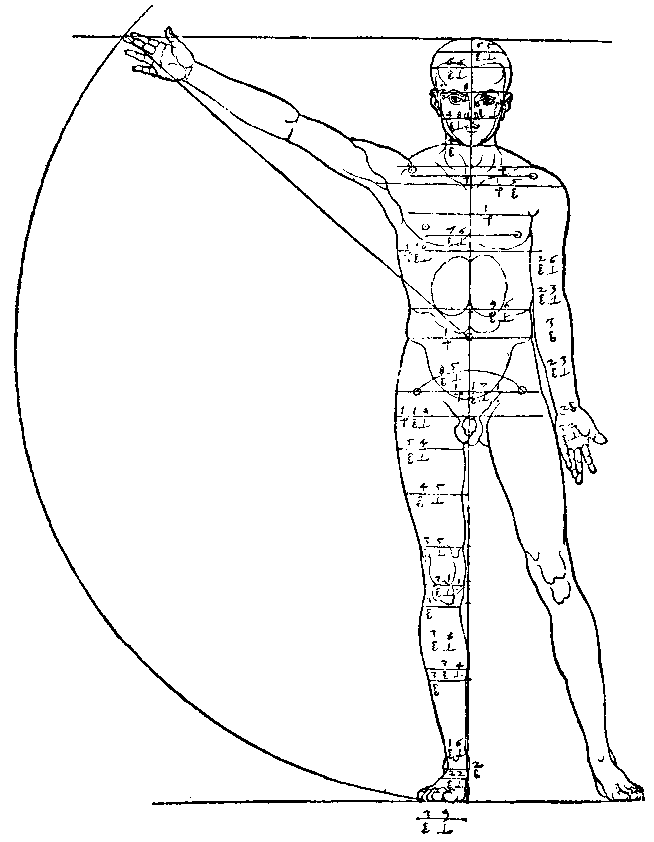
O Homem vitruviano segundo a interpretação do pintor alemão Albrecht Dürer. As ideias de proporção e simetria aplicadas à anatomia humana.

O humanismo alemão é um movimento educacional do renascimento alemão, que se difundiu nos séculos XV e XVI. Inicialmente o humanismo na Alemanha surgiu com a influencia do humanismo renascentista da Itália, depois desenvolveu-se independente em solo alemão, que foi parcialmente influenciado pelo antropocentrismo e por um forte nacionalismo cultural.

## Raízes Italianas do humanismo na Alemanha

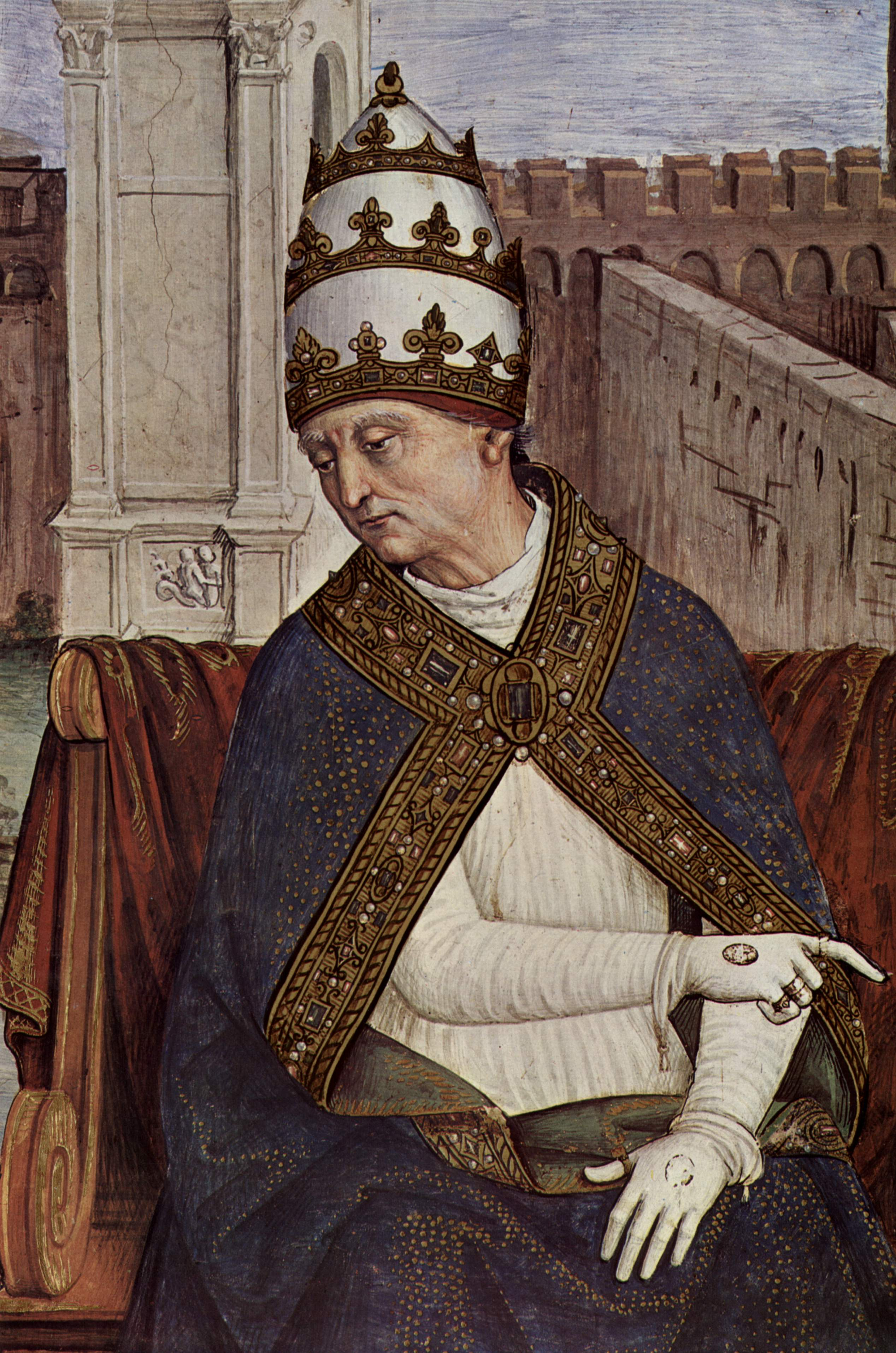
Frescos de Pio II localizados na biblioteca Piccolomini na catedral de Siena.

Uma figura importante no elo de ligação entre o humanismo da Itália e da Alemanha, é Enea Silvio. Por sua residência na corte de Frederico III e em Basileia, como um dos secretários do Conselho, tornou-se um personagem bem conhecido no norte dos Alpes muito antes de ser escolhido como Papa Pio II. Piccolomini foi um humanista, escritor, biógrafo, poeta e estudioso, admirador Boccaccio e entusiasmados com os clássicos latinos, portanto, exerceu uma influência significativa sobre o humanismo alemão.
A mediação no entanto não foi efectuada por um único indivíduo, este processo foi realizado através do comércio ao longo dos caminhos que iam do norte da Itália para Augsburg, Nuremberg, Konstanz e outras cidades alemãs.

## Universidade

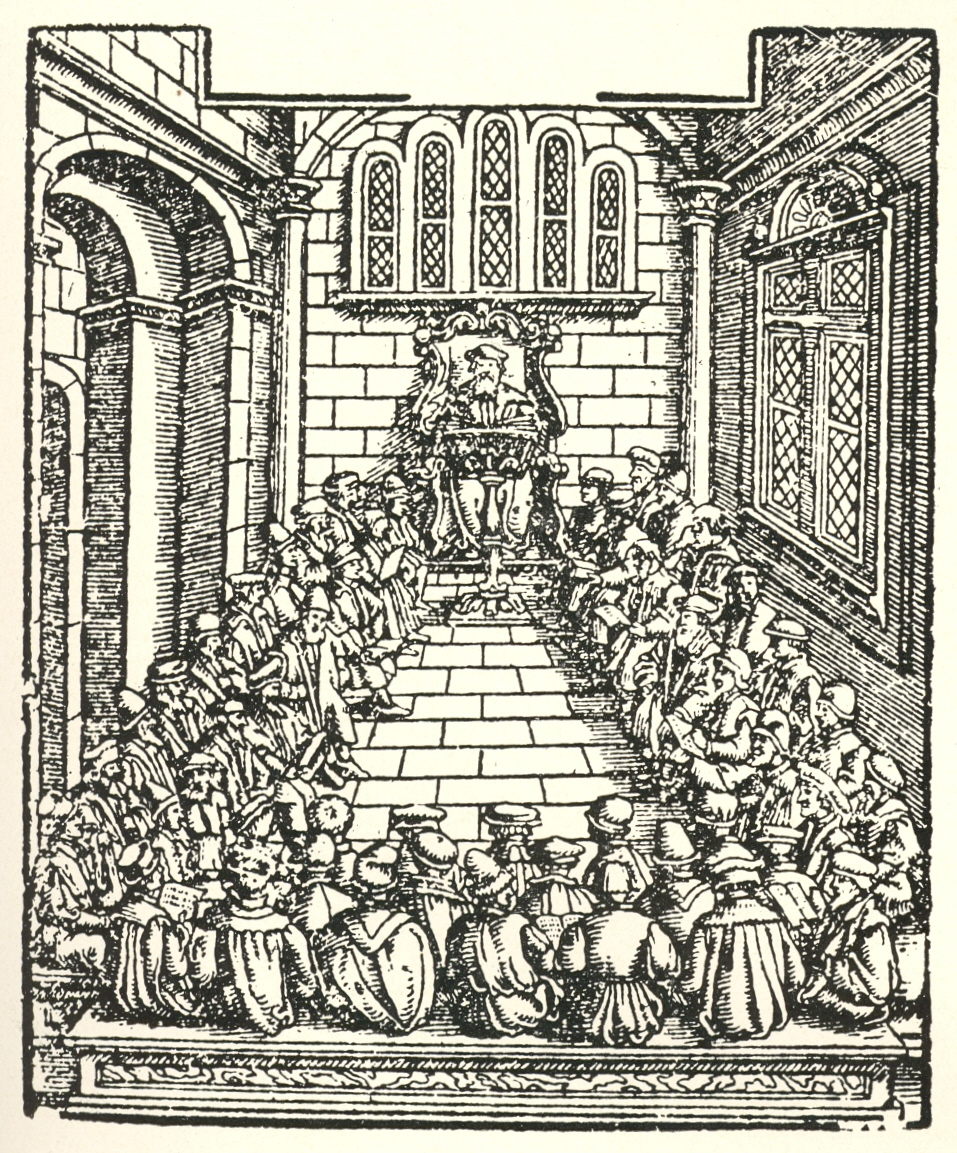
A Universidade de Heidelberg, segundo uma xilogravura de Sebastian Münster, 1544.

O alemão Peter Luder foi o primeiro a trazer o humanismo italiano a universidade da Alemanha, retornou a seu país como um "imigrante humanista", depois que passou anos na Itália e tinha desenvolvido ligações com o também aluno de Guarino de Verona ele resolveu voltar para a Alemanha a um convite de trabalho na Universidade de Heidelberg por Frederico I, "o vitorioso". Luder apresentou-se ao público universitário com um discurso sobre a Studia humanitatis, este foi sem dúvidas o primeiro discurso em uma universidade alemã sobre o humanismo. Ele também focou seu trabalho como professor humanista nas universidades de Heidelberg, Erfurt e Leipzig. Mais significativo do que Luder foi seu aluno médico e cartógrafos Hartmann Schedel, com a Crônica de Nuremberg .

## O desenvolvimento humanista

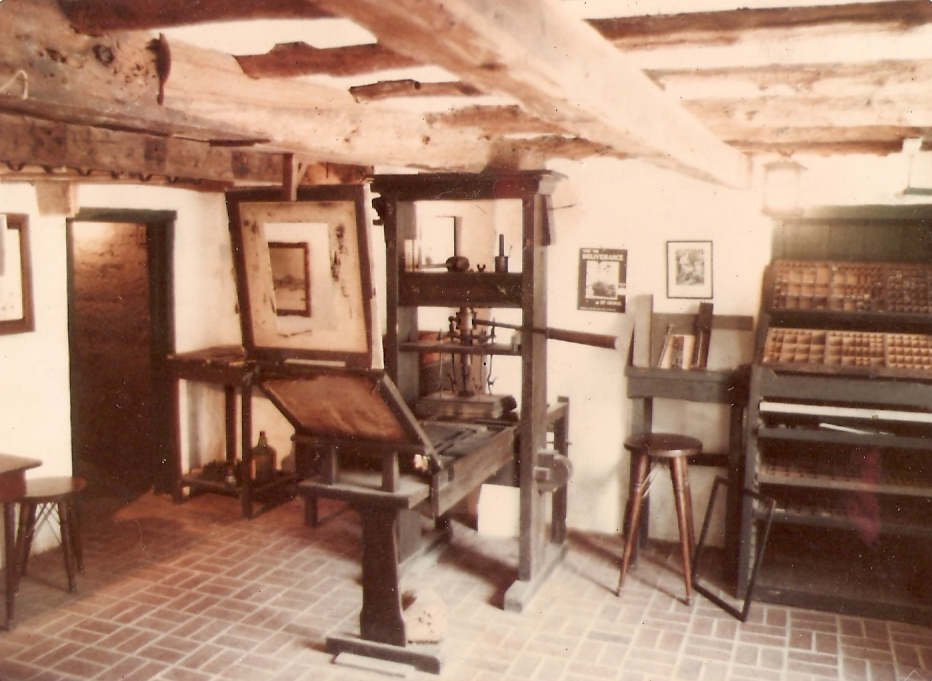
Uma réplica da imprensa de Gutenberg.

Com a invenção da imprensa em Mainz, pelo alemão Johann Gutenberg em 1455, iniciou uma verdadeira revolução cultural, no espaço de algumas décadas, levou a uma extraordinária difusão do livro, mais barato e mais rápido para construir com consequências na alfabetização, educação e difusão da cultura na Europa.
Isto levou ao final do século XV, o acesso a uma cultura humanista que já não estava mais reservado para os poucos centros da vanguarda, mas espalhado ao longo das rotas comerciais em toda a extensão do continente.

## O humanismo e a religião

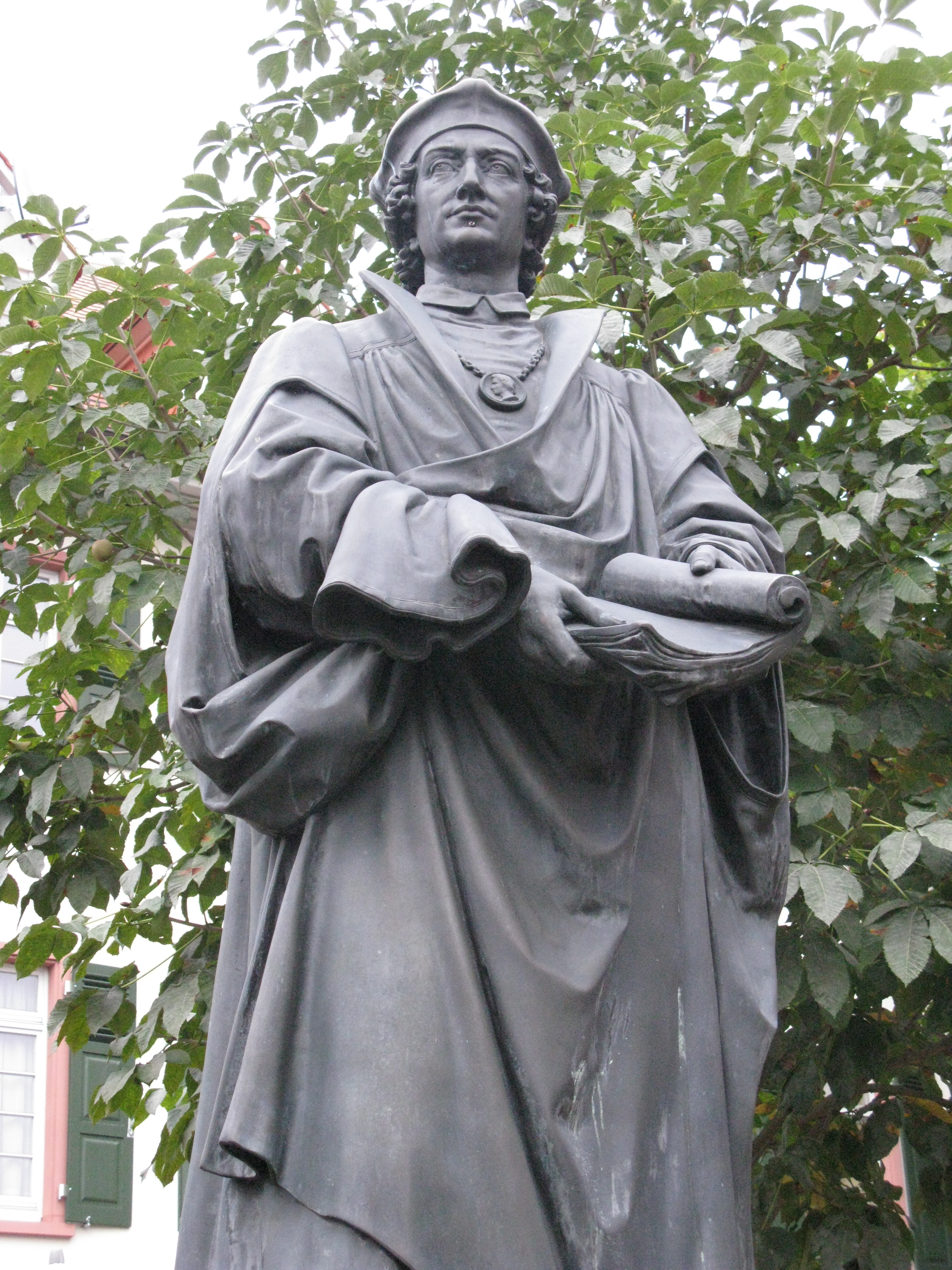
Monumento de Johannes Reuchlin na frente da Igreja do castelo em Pforzheim.

Com a influencia do antropocentrismo o principal foco de muitos religiosos no período renascentista foi a busca para o acesso direto aos clássicos na língua original (ad fontes) e o estudo textual da Bíblia. Tanto na antiga literatura cristã, como na judaica, vários teólogos alemães se dedicaram aos estudos hebraicos. Alguns religiosos representantes do humanismo foram: Johannes Reuchlin, Sebastian Münster e Johann Böschenstein, este último escreveu diversos tratados sobre "Teamim e ortografia hebraica". Manuel Chrysoloras foi outro humanista que aprendeu grego e hebraico, o que se tornou fundamental para a difusão do conhecimento hebraico entre os teólogos alemães.
Reuchlin foi o principal discípulo de Philipp Melâncton. Melâncton e outros humanistas protestantes como Johannes Bugenhagen, confessor de Lutero em Wittenberg, aproveitaram o humanismo para os efeitos da Reforma. O tratado Paz de Augsburgo foi outro aspecto da influencia humanista na Alemanha.

## Humanistas da Alemanha
Entre os renomados humanistas alemães incluem: Nicolau de Cusa, Konrad Peutinger, Johannes Aventinus, Sebastian Brant, Sebastian Franck, Ulrich von Hutten, Willibald Pirckheimer, Johann Reuchlin, Magnus Hundt. Johannes Agricola, Albrecht von Eyb, Joachim Camerarius "O Velho", Caspar Cruciger "O Velho", Conrad Celtis, Nicolaus Cisnerus, Johann von Eych, Nikolaus Gerbel, Gregor von Heimburg, Konrad Pelikan, Konrad Wimpina, Ambrosius Lobwasser, Caspar Olevian, Caspar Peucer, Sigmund Gossembrot, Simon Grynaeus, Johannes Henricus Ursinus, Markus Welser, Hieronymus Wolf e Ulrich Zasius.